# Musique de Taïwan

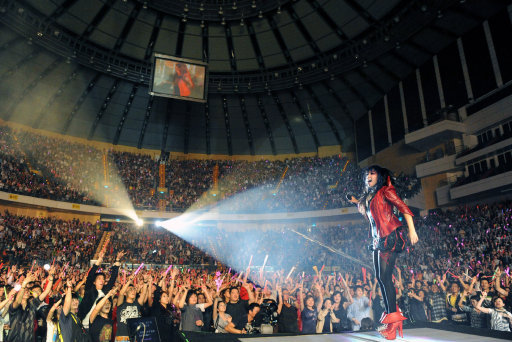
A-Mei en 2010.

La musique de Taïwan reflète la diversité de la culture du peuple taïwanais. Taïwan a connu plusieurs changements économiques, sociaux et politiques au cours de son histoire culturelle, et la musique taïwanaise reflète ces questions à sa manière. 
La musique du pays adopte un style mixte. En tant que pays riche en culture folklorique chinoise et comptant de nombreuses tribus indigènes ayant leur propre identité artistique distincte, divers styles de musique folklorique sont appréciés à Taïwan. En outre, les Taïwanais apprécient beaucoup les différents styles de musique classique occidentale et de musique pop. Taïwan est une plaque tournante majeure de la mandopop.

## Histoire
Le gouvernement de la république de Chine dirigé par le Kuomintang est arrivé à Taïwan en 1949, un gouvernement qui a supprimé la culture taïwanaise autochtone et impose le mandarin standard comme langue officielle. Cet événement politique a des effets significatifs sur le développement de la musique à Taïwan au XXe siècle, car il entraîne une interruption de la transition de la culture musicale traditionnelle. En 1987, un renouveau de la culture traditionnelle a commencé lorsque la loi martiale déclarée par le gouvernement a été levée.
La musique instrumentale comprend plusieurs genres, comme le beiguan et le nanguan. Le nanguan est originaire de Quanzhou, alors qu'il est aujourd'hui[Quand ?] plus courant à Lukang et se retrouve sur une grande partie de l'île.
La marionnette taïwanaise (théâtre de marionnettes à gant) et l'opéra taïwanais, deux genres de spectacle fortement liés à la musique, sont très populaires, tandis que le dernier est souvent considéré comme la seule forme de musique Han véritablement indigène qui existe encore aujourd'hui[Quand ?].
La musique folklorique Holo est aujourd'hui[Quand ?] plus courante sur la péninsule de Hengchun, dans la partie la plus méridionale de l'île, où les interprètes chantent accompagnés par le yueqin (ou « guitarre-lune »), qui est un type de luth à deux cordes. Bien que le yueqin de Hengchun ne joue que cinq tons, la musique pentatonique peut devenir diverse et complexe lorsqu'elle est combinée aux sept tons du Hokkien taïwanais. Parmi les chanteurs folkloriques célèbres figurent Chen Da et Yang Hsiuching.

## Genres

### Hakka
L'opéra taïwanais est populaire chez les Hakka et influence le genre de l'opéra de cueillette du thé. La forme la plus caractéristique de la musique hakka est le chant de montagne, ou shan'ge, qui ressemble à la musique folklorique Hengchun. La musique instrumentale bayin est également populaire.

### Musique aborigène

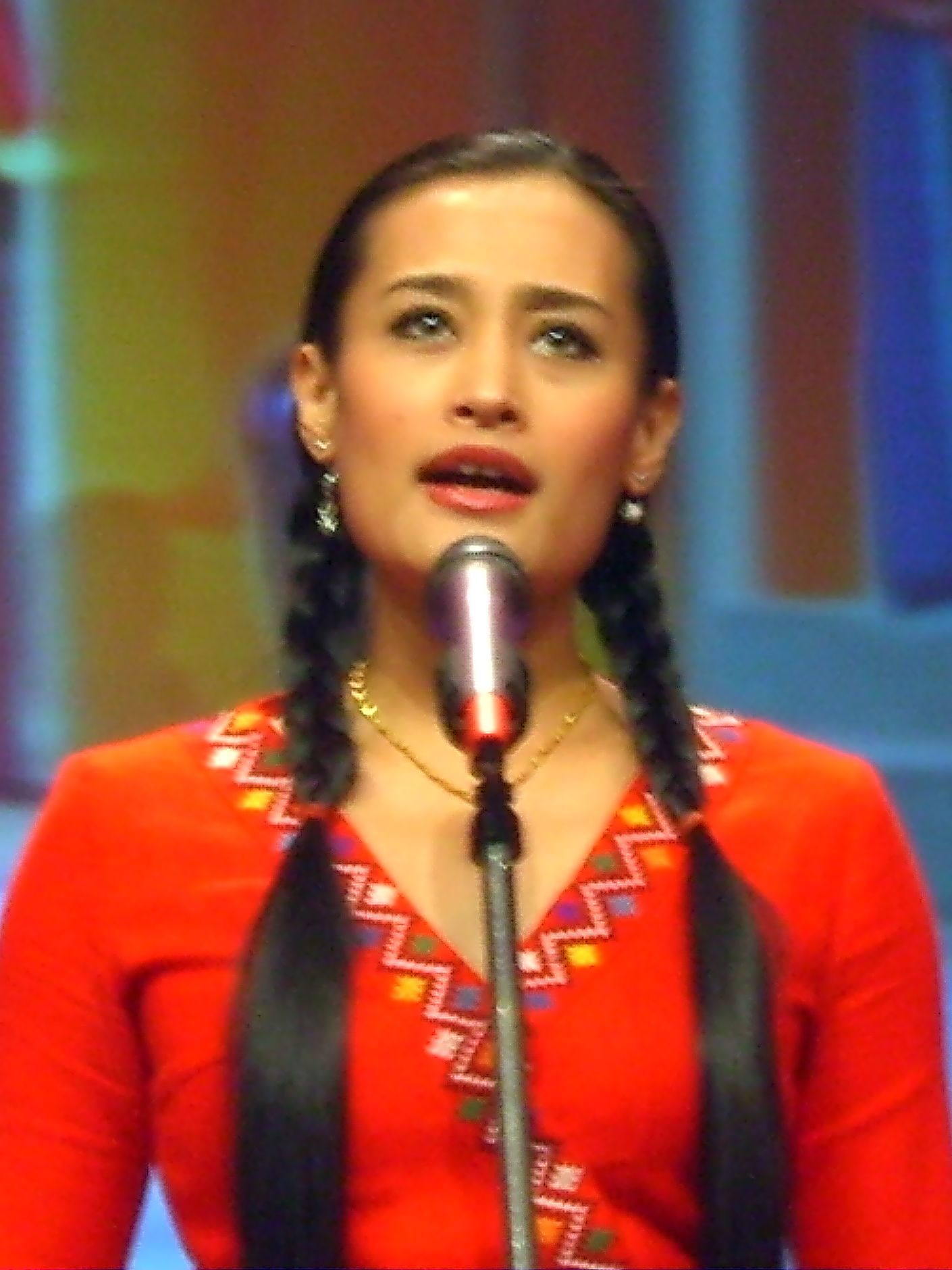
Samingad en 2006.

Parmi les deux grandes divisions d'aborigènes de Taïwan, les habitants des plaines ont été largement assimilés à la culture Han, tandis que les tribus vivant dans les montagnes restent distinctes. Les Amis, Bunun, Paiwan, Rukai et Tsou sont connus pour leurs chants polyphoniques, dont chacun possède une variété unique.
Autrefois moribonde, la culture aborigène connait une renaissance depuis la fin du XXe siècle. Une station de radio autochtone à plein temps, Ho-hi-yan, est lancée en 2005 avec l'aide du Yuan exécutif, pour se concentrer sur les questions d'intérêt pour la communauté autochtone. Cette initiative est précédée d'une « nouvelle vague de pop indigène », des artistes autochtones tels que A-Mei (Puyuma), Difang Duana (Amis), Pur-dur et Samingad (Puyuma) étant devenus des pop stars internationales.

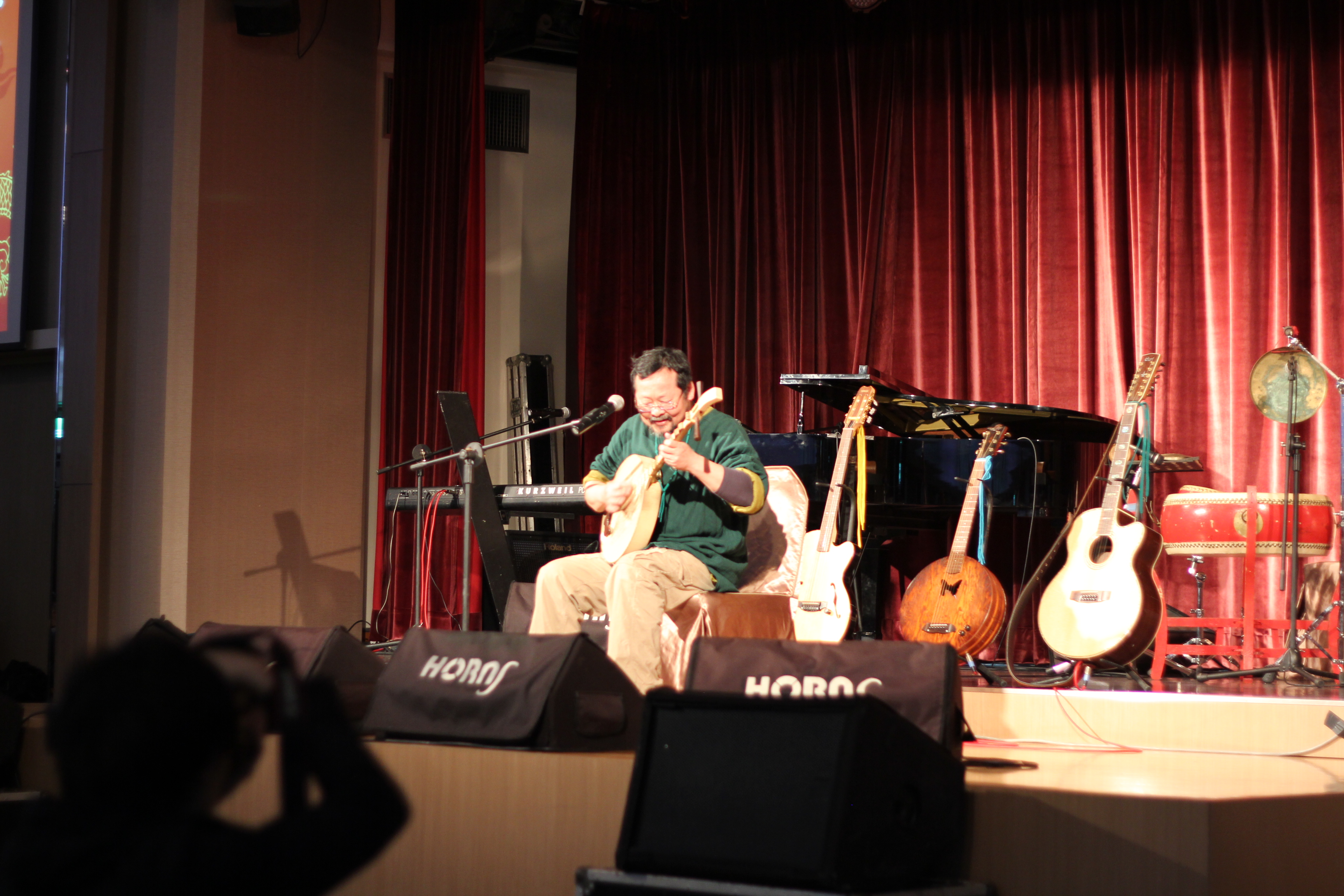
Chen Ming-chang, chanteur et musicien folk, en 2012.

La formation, en 1991, de la Troupe autochtone de chant et de danse de Formosa (en) contribue également à cette tendance, tandis que le succès surprise de Return to Innocence, la chanson thème des Jeux olympiques d'été de 1996, popularise encore les musiques autochtones. La chanson, créée par le groupe allemand Enigma, un projet musical populaire, échantillonne les voix d'un couple d'Amis âgés, Kuo Ying-nan et Kuo Hsiu-chu. Lorsque le couple découvre que son enregistrement avait fait partie d'un tube international, il porte plainte et, en 1999, conclut un accord à l'amiable pour un montant non identifié.
Les Bunun vivaient à l'origine sur la côte ouest de Taïwan, dans les plaines du centre et du nord, mais certains se sont installés plus récemment[Quand ?] dans la région de Taitung et de Hualien. Contrairement aux autres peuples indigènes de Taiwan, les Bunun ont très peu de musique de danse. L'élément le mieux étudié de la musique traditionnelle bunun est le chant polyphonique improvisé. Les instruments folkloriques comprennent les pilons, les cithares à cinq cordes et la guimbarde.
À l'époque moderne, David Darling, un violoncelliste américain, crée un projet visant à combiner le violoncelle et la musique traditionnelle bun, qui donne lieu à un album intitulé Mudanin Kata. La Bunun Cultural and Educational Foundation, fondée en 1995, est la première organisation créée pour aider à promouvoir et à maintenir la culture aborigène taïwanaise.

### Pop et rock
Au milieu des années 1970, un genre de musique populaire connu sous le nom de « Taiwanese campus folk song » apparait sur la scène musicale de Taïwan. Cette musique consistait en une fusion d'éléments du folk rock américain et de la musique folklorique chinoise, et était très populaire dans toute l'Asie de l'Est. Jusqu'à la levée de la loi martiale en 1987, la pop taïwanaise se divisait en deux catégories distinctes. La T-pop est chantée dans un dialecte aborigène et était populaire auprès des auditeurs plus âgés et de la classe ouvrière ; elle est fortement influencée par l'enka japonais. En revanche, la mandopop, en raison de la politique d'assimilation du régime autoritaire du Kuomintang (1945-1996) qui a supprimé les langues et la culture taïwanaises, séduit les jeunes auditeurs. La superstar asiatique Teresa Teng est originaire de Taïwan et jouit d'une immense popularité dans le monde sinophone et au-delà.
Avec le regain d'intérêt pour les identités culturelles autochtones à partir de la fin des années 1980, une forme plus distincte et moderne de pop taïwanaise se forme. En 1989, un groupe de musiciens appelé Blacklist Studio sort Song of Madness sur Rock Records. Mélangeant le hip-hop, le rock et d'autres styles, l'album se concentre sur les problèmes des gens modernes et quotidiens. Fort du succès de Song of Madness, Lin Chiang a sorti l'année suivante Marching Forward, qui donne le coup d'envoi de ce qui est appelé la nouvelle chanson taïwanaise. Parmi les vedettes de la pop des années 1990, citons Wu Bai, Chang Chen-yue, Jimmy Lin, Wakin Chau (Zhoū Huájiàn), etc. A-Mei, réputée pour ses compétences techniques et sa voix puissante, est acclamée comme la diva de la mandopop, et des idoles de la pop comme Show Luo, Jay Chou, Jolin Tsai et le groupe de filles SHE sont désormais les chanteurs les plus célèbres et les plus populaires de la mandopop. En ce qui concerne le rock et les groupes de musique, Mayday est considéré comme le groupe pionnier de la musique rock à Taïwan pour la génération des jeunes. En ce qui concerne la dernière génération de musique pop à Taïwan, les émissions de téléréalité de chant telles que One Million Star et Super Idol permettent à de nombreuses personnes ordinaires de devenir célèbres, comme Jam Hsiao, Yoga Lin, Aska Yang, Lala Hsu, William Wei, etc.

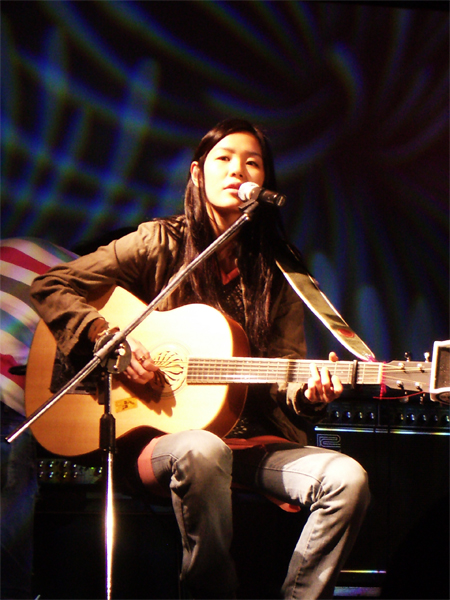
Deserts Chang en 2004.

Les années 1990 et le début des années 2000 voient également l'émergence de groupes et d'artistes de genres plus divers, tels que Sodagreen, Deserts Chang, Cheer Chen, qui ont connu un succès commercial et apportent la nouvelle ère « indie » de la musique pop taïwanaise. Parmi les autres groupes indépendants, citons[style à revoir] Your Woman Sleep With Others, Labor Exchange Band, Chairman, Sugar Plum Ferry, deca joins, Backquarter, Fire EX, 8 mm Sky, Seraphim et Chthonic. Les festivals annuels Festival Formoz, Spring Scream et Hohaiyan Rock sont des rassemblements représentatifs de la scène indépendante de Taïwan. Parmi ceux-ci, le festival Formoz se distingue par son caractère international, avec des artistes étrangers tels que Yo La Tengo, Moby et Explosions in the Sky en tête d'affiche, tandis que Spring Scream est le plus grand événement de groupes locaux et que Hohaiyan attire une foule mixte de fêtards et d'amateurs de musique.
Parmi les autres chanteurs et groupes populaires taïwanais, citons[style à revoir] Rainie Yang, Da Mouth, Amber Kuo, A-Lin et bien d'autres. La culture populaire taïwanaise influence également les populations sinophones d'autres pays, comme la Chine continentale, la Malaisie et Singapour.

### Heavy metal
Des centaines de groupes de heavy metal sont actifs à Taïwan. Des groupes tels que Chthonic et Seraphim attirent l'attention sur la scène métal taïwanaise. Le premier, en particulier, attire l'attention à l'étranger en se produisant dans des festivals européens tels que Bloodstock Open Air.